# Ożarowice (przystanek kolejowy)
Ożarowice – nieczynny przystanek kolejowy w Ożarowicach, w województwie śląskim, w Polsce.